# 荒河樫之木台站

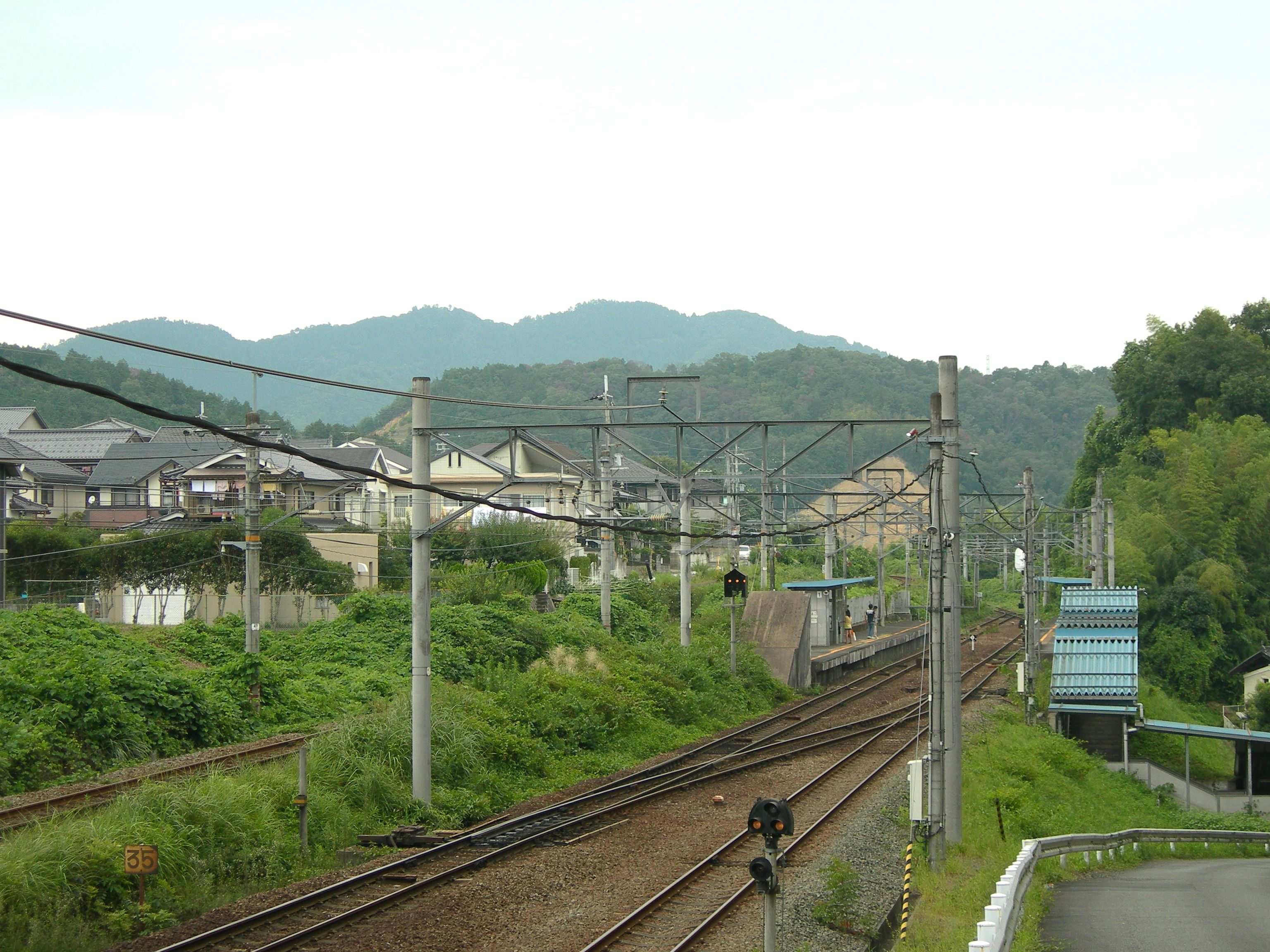
月台遠景，左邊是山陰本線路軌

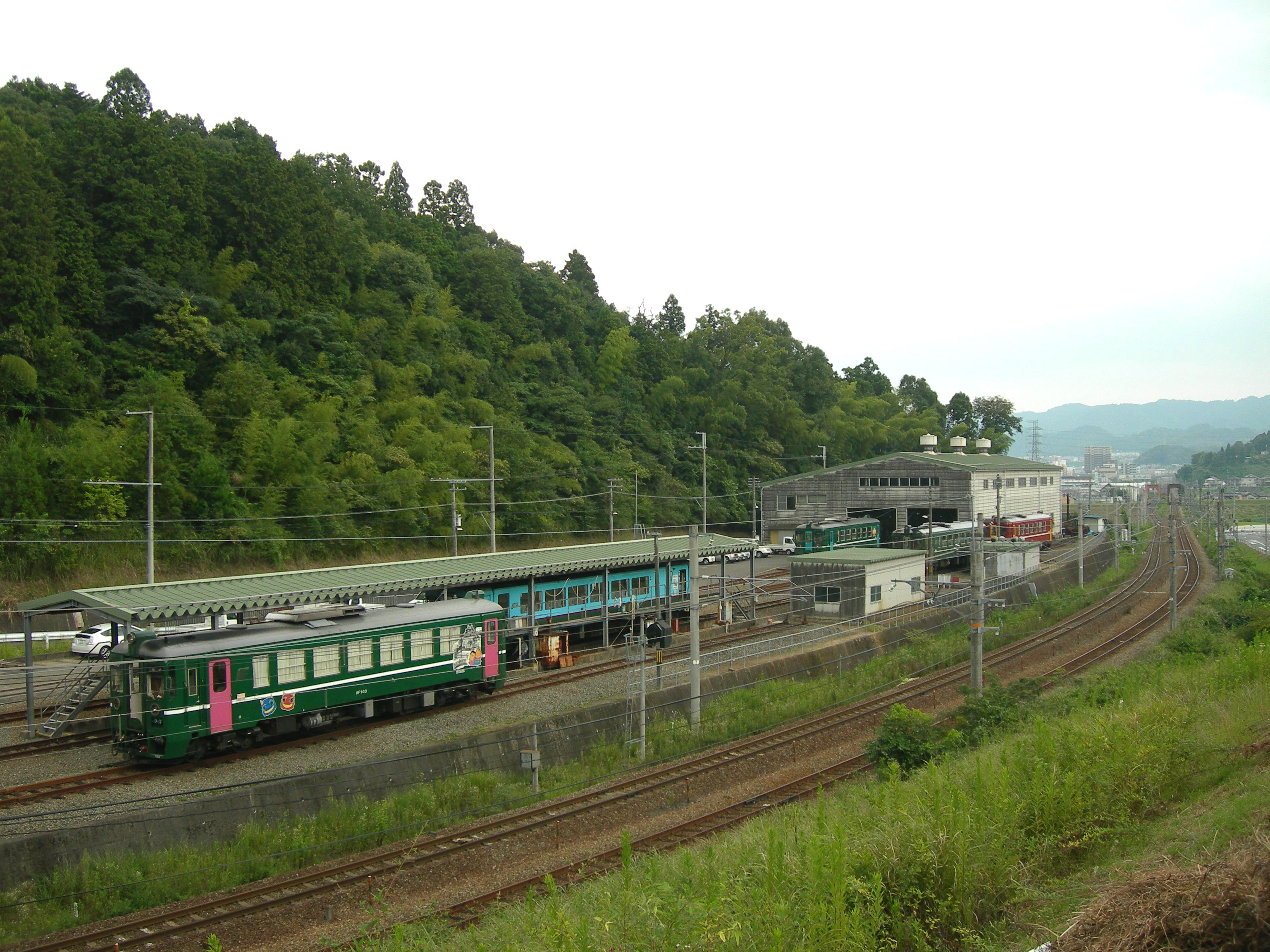
福知山運輸支區

荒河樫之木台站（日语：／ Araga-kashinokidai eki */?）是位於京都府福知山市上荒河，WILLER TRAINS（京都丹後鐵道）的宮福線車站。車站編號為F3。福知山市鐵道使用增進協議會定此站的愛稱為「樫之木站」。

## 歷史
- 1988年（昭和63年）7月16日 - 宮福鐵道（現時：北近畿丹後鐵道）宮福線開通，此站啟用[1]。
- 2015年（平成27年）4月1日 - 由WILLER TRAINS接管車站，成為京都丹後鐵道宮福線車站。

## 車站構造
車站是一座地面車站，設有2面2線相對式月台，可進行列車交會。月台建設在路堤上。此站沒有車站大樓。車站出入口經過行人隧道連接車站月台。在月台上設有候車室。
此站是無人車站。此站靠近福知山一方設有宮福線車廠——福知山運輸所（前 福知山運輸支區）。此站曾經設有列車以此站為終點站，在2007年3月修正後再沒有這些班次。但是，由於列車需要回廠和出廠，因此設有行走於福知山站至此站之間的不載客列車。
車站左邊與西日本旅客鐵道（JR西日本）山陰本線並行（在福知山站至此站之間並行），但是該線沒有設站。
車站周邊與站內均沒有廁所。

### 月台
| 月台 | 路線    | 上下行 | 方向             |
| ---- | ------- | ------ | ---------------- |
| 1    | ■宮福線 | 下行   | 宮津、天橋立方向 |
| 2    | ■宮福線 | 上行   | 福知山方向       |

由於車廠路軌連接2號月台，因此出廠和回廠列車會使用2號月台。另外，此站配線結構不是一線通過。

## 車站周邊
車站西邊為新興住宅區「樫之木台」。

## 使用狀況
雖然車站鄰近新興住宅區，但是車站使用人次都是極少。
以下為近年1日平均乘車人次列表：
| 乘車人次變化 | 乘車人次變化    |
| 年度         | 1日平均乘車人次 |
| ------------ | --------------- |
| 1999         | 79              |
| 2000         | 55              |
| 2001         | 44              |
| 2002         | 22              |
| 2003         | 16              |
| 2004         | 16              |
| 2005         | 16              |
| 2006         | 27              |
| 2007         | 19              |
| 2008         | 21              |
| 2009         | 19              |
| 2010         | 19              |
| 2011         | 36              |
| 2012         | 50              |
| 2013         | 41              |
| 2014         | 36              |
| 2015         | 33              |
| 2016         | 26              |
| 2017         | 27              |
| 2018         | 27              |

## 相鄰車站
WILLER TRAINS（京都丹後鐵道）
宮福線
- 快速「大江山」、「丹後青松」所有班次停車站

福知山市民醫院口（F2）－荒河樫之木台（F3）－牧（F4）

## 注腳
1. 1 2  曾根悟（日语：曽根悟）（監修）. 朝日新聞出版分冊百科編集部（編集） , 编. . 週刊朝日百科. 14号 神戸電鉄・能勢電鉄・北条鉄道・北近畿タンゴ鉄道. 朝日新聞出版. 2011-06-19: 28 （日语）.
2. ↑   (新闻稿). 福知山市. 2015-03-31  [2015-05-04]. （原始内容存档于2015-05-03） （日语）.
3. ↑  京都府統計書（〜2007年、2014年〜）
4. ↑  福知山市統計書（2008〜2013年）

## 外部連結
- 荒河樫之木台站 （页面存档备份，存于）（日語） - 京都丹後鐵道